# Rašljeva
Rašljeva är ett samhälle i Bosnien och Hercegovina.   Det ligger i entiteten Federationen Bosnien och Hercegovina, i den centrala delen av landet, 90 km norr om huvudstaden Sarajevo. Rašljeva ligger 296 meter över havet och antalet invånare är 757.
Terrängen runt Rašljeva är huvudsakligen kuperad, men söderut är den platt. Runt Rašljeva är det ganska tätbefolkat, med 93 invånare per kvadratkilometer.. Närmaste större samhälle är Gračanica, 9,9 km nordväst om Rašljeva. 
Omgivningarna runt Rašljeva är en mosaik av jordbruksmark och naturlig växtlighet.